# Turzai Mária
Turzai Mária (Marosdécse, 1929. október 15. – Tolna megye, 2022. július[forrás?]) erdélyi magyar történész.

## Életútja
A kolozsvári Állami Líceumban érettségizett (1949), majd a Bolyai Tudományegyetem Történettudományi Karán szerzett tanári oklevelet (1953), s a bukaresti egyetemen doktorált (1972). Pályáját a Bolyai Tudományegyetemen kezdte mint tanársegéd, majd lektor (1953–57), egyidejűleg óraadó tanárként a Ion Andreescu Képzőművészeti Intézetben és a Gheorghe Dima Zeneművészeti Főiskola magyar tagozatán is tanított. Az 1956-os magyar forradalom leverését követően, a romániai politikai megtorlások során, a forradalommal kapcsolatos magatartása miatt 1957 februárjában elbocsátották. 1958-ban versenyvizsgával elnyerte az RNK Akadémiája marosvásárhelyi fiókjának történettudományi osztályán meghirdetett kutatói állást, ahol 1964-től mint főkutató dolgozott. A tudományos életben eluralkodó soviniszta szellem, a szüntelen politikai zaklatás miatt 1987-ben nyugdíjazását kérte.

## Munkássága
Kutatási területe a két világháború közötti erdélyi demokratikus és munkásmozgalom. Tanulmányait, népszerűsítő írásait a Hargita, Könyvtári Szemle, Művelődés, Vörös Zászló, Anale de Istorie, Marisia, Munca, Revue Roumaine d’Histoire, Sargetia, Studii de Istorie, Studii şi Cercetări de Bibliologie, Studii de Istorie, Filologie şi Istoria Artei és más folyóiratok és lapok közölték. Doktori tézisében feldolgozta az 1933 és 1940 közötti legális antifasiszta sajtótermékek anyagát. Hatalmas monográfiát szentelt a romániai magyar munkássajtónak.
Vizsgálódásai körébe vonta a nemzetiségi politikai pártok és társadalmi szervezetek tevékenységét (OMP, MADOSZ, Német Párt). A Felső-Maros menti munkásmozgalommal foglalkozó monográfiája – néhány egyéb művével együtt – kéziratban maradt, csak részletek jelentek meg belőle. Több tanulmánya érinti a magyar–román művelődési kapcsolatok kérdéskörét. Tollal a fasizmus ellen című válogatása a kor magyar baloldali sajtójába kalauzolja az olvasót.
A vásárhelyi találkozó (1937. október 2–4.) dokumentumainak feltárása és közlése 40. évfordulója alkalmából (még a cenzúra által csonkított formában is) lehetőséget teremtett a nemzetiségi kérdés – korábban tiltott – felvetésére; a Találkozón elfogadott Hitvallás újraközlése a nemzeti identitásában elhallgattatott erdélyi magyarság számára az üdítő forrásvíz erejével hatott: „…a vásárhelyi találkozón megjelent fiatal romániai magyar értelmiség a legteljesebb nemzeti, szociális és politikai egység vágyától áthatva kimondja, hogy az erdélyi magyarság minden egyes tagjára a sorskérdéseink és küzdelmeink iránti érdeklődés, tevőleges szolgálat és munka hárul. A magyarság minden egyes tagjának teljesítenie kell mind anyagi, mind szellemi tehetségéhez mérten kötelességét magára hagyott nemzetünk iránt. Kizárandó az, aki az erdélyi magyarság nemzeti érdekeivel összetűző tevékenységet fejt ki.”

## Kötetei
- Presa P. C. R. şi a organizaţiilor sale de masă 1921–1944 (társszerző T. Georgescu, M. Ioanid, Bukarest, 1963);
- Lucrări şi publicaţii despre Marea Revoluţie Socialistă din Octombrie 1917–1944 (társszerző P. Constantinescu-Iaşi, Jordáky Lajos és mások, Bukarest, 1968);
- Tollal a fasizmus ellen. Tallózás a romániai magyar antifasiszta sajtóban; Politikai Kiadó, Bukarest, 1974
- A Vásárhelyi Találkozó. A "történelem önmagát gondolta"; Politikai Kiadó, Bukarest, 1977